# Onibi

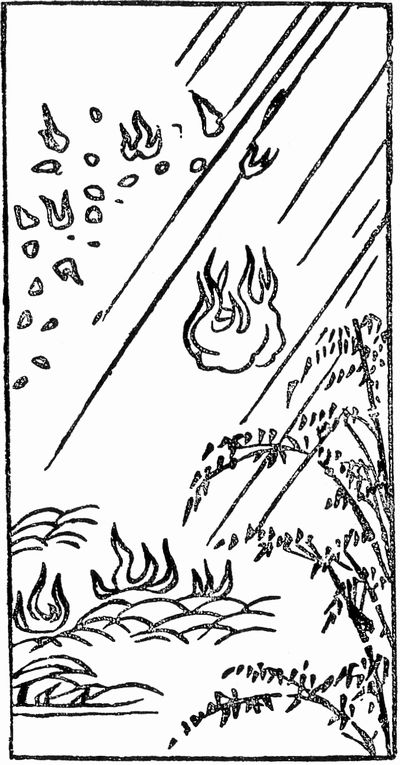
Ein Onibi, wie es im Wakan Sansei Zue erscheint.

Das Onibi (鬼火; „Onifeuer“), auch Tamabi (魂火; „Beseeltes Feuer“) genannt, ist ein fiktives Wesen der japanischen Folklore, das den Hitodama entspringen soll und mit ähnlichen Irrlichtern wie den Kitsunebi, Tanuki-bi und den Kosenjōbi verwechselt wird. Das Wort „Onibi“ wird dabei sowohl als Sammelbegriff für alle Arten von Irrlicht gebraucht und verstanden, als auch als eine eigene Wesenheit interpretiert. Die Übergänge sind dabei oft verschwommen und die Unterschiede unklar definiert.

## Beschreibung
Das Onibi wird als „klassisches“ Irrlicht in Gestalt kleiner Flämmchen oder Feuerbälle beschrieben, die entweder lautlos umherschweben oder leise knisternd umherhuschen. Seltener sollen sie mit einem fauchenden oder brausenden Geräusch durch die Luft eilen. Die Größenbeschreibung der Feuerkugeln variiert dabei zwischen wenigen Zentimetern und mehreren Dezimetern (bis 30 cm), ihre Farbe reicht von weißlich über grünlich bis bläulich. Sie sollen etwa einen Meter hoch schweben.
Onibi sollen angeblich am häufigsten auf Friedhöfen und verlassenen Schlachtfeldern, nahe Tempeln und Schreinen und/oder in heimgesuchten Häusern erscheinen. Besonders häufig geschehe dies während oder kurz nach starken Regenfällen. Generell werden sie durchweg mit Orten in Verbindung gebracht, an denen die Seelen unglücklich Verstorbener in Gestalt von Hitodamas umgehen. Was Onibi dabei von anderen Irrlichtern unterscheidet, ist die überlieferte Eigenart, dass ein Onibi nicht von selbst entstehen könne, sondern zum Beispiel durch die schwarze Magie eines Yōkai oder Oni „hergestellt“ werden müsse. Dazu fange der Yōkai oder Oni ein Hitodama ein und verderbe es zum Beispiel mit einem Fluch. Nur in seltenen, besonderen Fällen könne ein Onibi durch eine Verschmelzung mehrerer, bösartiger Seelen entstehen.

## Hintergrund
Sowohl im Shintōismus, Buddhismus und im Volks- und Aberglauben gibt es kaum eine bedrückendere und beängstigendere Vorstellung, als nach dem Tod nicht würde- und ehrenvoll bestattet zu werden. Ohne Bestattung nebst ritueller Zeremonie und Gebeten könne die Seele von Mensch und Tier verloren gehen, weil sie den Weg ins Jenseits nicht kennt. Eine solche „verlorene Seele“ könne dann unter Umständen von zauberkundigen Yōkei und Oni eingefangen werden, um sie dann als Feuerbälle oder Feuergeister gegen unliebsame Menschen auszusenden, oder um deren Häuser zu zerstören.
Der Glaube an Onibi ist mindestens seit der frühen Edo-Zeit überliefert. Die früheste gesicherte Erwähnung findet sich im Wakan Sansei Zue (和漢三才図会; Chinesisch-japanisches Nachschlagewerk) von Terajima Ryōan aus dem Jahr 1712. Darin wird das Onibi erstmalig als „die blaue Fackel eines Dämons, die Seelen verzehrt“ beschrieben. Des Weiteren heißt es darin, Onibi seien bereits im frühchristlichen China bekannt gewesen und erforscht worden. Dort glaube man, dass Onibi auf leuchtendes Phosphor zurückgehen würden. Eine weitere Nennung und Beschreibung erscheint im Sammelwerk Tankai (譚海; Ein Meer aus Geschichten) von Sōan Tsumura aus dem Jahr 1734 und im Sammelband  Mimibukuro (耳嚢; Eine Tasche voller Hörensagen) von Negishi Shizumori aus dem Jahr 1739 im Abschnitt Onibi no Koto (鬼火の事; Das Onibi von Kōtō).
Während der frühen Shōwa-Zeit (Beginn des 20. Jahrhunderts) wurde die These populär, dass natürliches Methan aus menschlichen wie tierischen Leichen für das Phänomen der „Dämonenfeuer“ verantwortlich sein könnte. Methangas ist in Kombination mit Sauerstoff und Feuchtigkeit hochentzündlich und erzeugt eine typische, bläuliche Flamme. Da besonders die Toten auf Schlachtfeldern und Armenfriedhöfen der Antike gar nicht bis schlecht bestattet wurden, sei es laut den Physik- und Chemieprofessoren Kanda Sakyō und Ōtsuki Yoshihiko denkbar, dass stoßartig entweichendes Methangas für die bläulichen Feuererscheinungen verantwortlich sein könnte. Dies würde ihre Häufigkeit in Friedhof- und Schlachtfeldnähe, ihre Farbe und die Verbindung zu starken Regenfällen erklären. Als weitere Erklärungsmöglichkeit bietet Yoshihiko Elmsfeuer an, das in Japan als Kaika oder Kaibi (怪火; „Feuerspuk“ oder „Spuklicht“) bekannt ist.